# Anthony Yeboah
Anthony "Tony" Yeboah, född 6 juni 1966 i Kumasi, Ghana, är en före detta professionell fotbollsspelare (anfallare) som mellan 1985 och 1997 spelade 59 landskamper och gjorde 29 mål för det ghananska landslaget.
Yeboah kom till Europa och tyska 1. FC Saarbrücken 1988. Under sin första säsong i klubben gjorde han 9 ligamål och följde upp med 17 stycken säsongen efter. Inför säsongen 1990-1991 värvades han sedan av Eintracht Frankfurt som tillhörde toppen av Bundesliga. Under fem säsonger i Frankfurt vann Yeboah Bundesligas skytteliga två gånger (1993 och 1994) med 20 mål på 27 ligamatcher säsongen 1992-1993 som bästa resultat. Efter meningsskiljaktigheter med klubbens tränare Jupp Heynckes lämnade Yeboah Frankfurt vintern 1994-1995 för engelska Leeds United. Han spelade i Leeds i tre säsonger innan han återvände till den tyska ligan och Hamburger SV inför säsongen 1997-1998. Med Hamburg spelade han bland annat i Champions League säsongen 2000-2001.
Yeboah avslutade spelarkarriären i qatariska Al-Gharafa där han spelade 2001 till 2003.

## Meriter
- 59 A-landskamper för Ghana
- Skytteligavinnare i Bundesliga 1993, 1994